# Estación Manuel Ocampo
Manuel Ocampo es una estación ferroviaria ubicada en la localidad del mismo nombre, en el partido de Pergamino, provincia de Buenos Aires, Argentina.

## Servicios
La estación corresponde al Ferrocarril General Bartolomé Mitre de la red ferroviaria argentina. Hoy está concesionada a la empresa Nuevo Central Argentino (NCA).